# Concord (Massachusetts)
Concord es un pueblo ubicado en el condado de Middlesex en el estado estadounidense de Massachusetts. En el Censo de 2010 tenía una población de 17 668 habitantes y una densidad poblacional de 264 personas por km².

## Geografía
Concord se encuentra ubicado en las coordenadas 42°27′47″N 71°21′52″O / 42.46306, -71.36444. Según la Oficina del Censo de los Estados Unidos, Concord tiene una superficie total de 66,93 km², de la cual 63,5 km² corresponden a tierra firme y (5,13%) 3,43 km² es agua.

## Historia
En 1775, Concord albergaba un pequeño almacén de armas defendido por milicianos voluntarios dirigidos por Samuel Adams, los conocidos como minutemen, hombres preparados para atacar en un minuto. Tras los conflictos en Boston por la aprobación de las Leyes intolerables, un pequeño ejército británico dirigido por el gobernador de Massachusetts Thomas Gage se dirigió a Concord para apoderarse de dicho almacén. En el camino, en el pueblo de Lexington, las tropas británicas se encontraron con una cincuentena de milicianos que les hicieron frente el 19 de abril de 1775, en una escaramuza considerada como el inicio de la guerra de la Independencia. En dicha batalla murieron 8 combatienes norteamericanos, mientras el ejército británico continuó avanzando hacia Concord y destruyó lo que quedaba del almacén, vaciado por los rebeldes, informados del choque en Lexington. Las operaciones de Concord, Lexington y Bunker Hill estimularon a los milicianos para resistir y apoderarse de armas pesadas por toda la región, como las del fuerte de Ticonderoga en Massachusetts, a organizarse y a formar un ejército regular y disciplinado que terminaría ganando la guerra.
Entre 1830 y 1860, surgió en Estados Unidos un movimiento espiritual, cultural y filosófico, conocido como Transcendentalismo, que, a través de las obras de Ralph Waldo Emerson, apodado "El sabio de Concord", influyeron en la sociedad norteamericana. En esencia, dicho movimiento defendía las ideas de comunión con la naturaleza y seguimiento de la propia intuición. El Transcendentalismo estuvo muy unido a la ciudad de Concord, ciudad muy próxima a Harvard, su biblioteca y librerías cercanas. Muchos de estos filósofos, poetas y ensayistas estudiaron o enseñaron en Harvard; allí vivieron Emerson y Thoreau, así como el novelista Nathaniel Hawthorne, la escritora Margaret Fuller o el reformador social Bronson Alcott. A través de la revista "The Dial" difundieron el pensamiento transcendentalista.
El compositor norteamericano de música clásica, Charles Ives, en su Sonata para piano n°2 "Concord, Mass., 1840-1860" (1915), describe a personajes históricos vinculados a Concord y la corriente filosófica del Trascendentalismo.  Así sus cuatro movimientos se denominan: "Emerson", "Hawthorne", "The Alcotts" y "Thoreau".

## Demografía
Según el censo de 2010, había 17.668 personas residiendo en Concord. La densidad de población era de 263,97 hab./km². De los 17.668 habitantes, Concord estaba compuesto por el 89.71% blancos, el 3.81% eran afroamericanos, el 0.08% eran amerindios, el 4.01% eran asiáticos, el 0% eran isleños del Pacífico, el 0.96% eran de otras razas y el 1.43% pertenecían a dos o más razas. Del total de la población el 3.71% eran hispanos o latinos de cualquier raza.

## Lugares
- Biblioteca Pública Gratuita de Concord

## Concord en la cultura popular
Concord aparece en el videojuego de 2012 Assassin's Creed 3, y el videojuego de 2015 Fallout 4. Por su parte, el videojuego Walden, a game, está ambientado en la localidad.
Algunas escenas de la película de 2017 Daddy's Home 2 se rodaron en el edificio Concord Center. También se rodaron partes de la película de 2019 Little Women en el río Concord.
La serie de novelas infantiles The Mother-Daughter Book Club está ambientada en Concord.
En el videojuego de Roblox "Lexington & Concord", la Batalla de Concord es un mapa jugable donde Estadounidenses y Británicos se enfrentan.